# 铜泾小片
铜泾小片，亦稱宣州小片、老宣州话，吴语宣州片的主要代表方言，又称西部吴语，因使用区域位于吴语区内西部、以原宣州府辖地为中心而得名，代表性语言为泾县茂林话。在安徽东南部的芜湖、铜陵、池州、黄山（北部原太平府地），江苏西南部的高淳及浙江西北部部分地区使用。据《中国语言地图集》，在宣州吴语区当地人一般对外使用江淮官话，宣州吴语只在家庭内部使用，且区内遍布江淮官话移民方言岛，宣州吴语受到了江淮官话的严重渗透，使用区域日渐萎缩，方言现状堪忧。